# Freak Out! (альбом)
«Freak Out!» — дебютний альбом Френка Заппи і гурту The Mothers of Invention. Є одним з перших подвійних альбомів в історії року. Займає 243-е місце в Списку 500 найкращих альбомів усіх часів за версією журналу Rolling Stone. Найвища позиція в хіт-парадах: 130, коли альбом вийшов вперше, було продано близько 30,000 екземплярів.
Композиції цього альбому, як і кількох наступних робіт групи, узагальнено явищем сатиричного сприйняття Заппою американської поп-культури. До виходу цього альбому групі довелося, за наполяганням лейблу MGM, змінити назву з просто «The Mothers» на «The Mothers of Invention», оскільки просто «mothers» було скороченням від вульгарного «motherfuckers». На думку лейблу, жодна радіостанція не допустила б в ефірі платівку гурту з назвою «The Mothers».

## Список композицій
1. Hungry Freaks, Daddy — 3:32
2. I Ain't Got No Heart — 2:34
3. Who Are the Brain Police? — 3:25
4. Go Cry on Somebody Else's Shoulder — 3:43
5. Motherly Love — 2:50
6. How Could I Be Such a Fool? — 2:16
7. Wowie Zowie — 2:55
8. You Didn't Try to Call Me — 3:21
9. Any Way the Wind Blows — 2:55
10. I'm Not Satisfied — 2:41
11. You're Probably Wondering Why I'm Here — 3:41
12. Trouble Every Day — 5:53
13. Help, I'm a Rock — 8:37
14. The Return of the Son of Monster Magnet (Unfinished Ballet in Two Tableaux) — 12:22